# Parnassia lutea
Parnassia lutea är en benvedsväxtart som beskrevs av Aleksandr Batalin.
Parnassia lutea ingår i släktet Parnassia och familjen Celastraceae. Inga underarter finns listade i Catalogue of Life.